# Вороновка (Путивльский район)
Вороновка (укр. Воронівка) — село,
Мазевский сельский совет,
Путивльский район,
Сумская область,
Украина.
Код КОАТУУ — 5923884803. Население по переписи 2001 года составляло 117 человек.

## Географическое положение
Село Вороновка находится в 1 км от правого берега реки Ольшанка.
На расстоянии в 1 км расположены сёла Ореховка и Мазевка.
По селу протекает пересыхающий ручей с запрудой.